# Зефир (ткань)

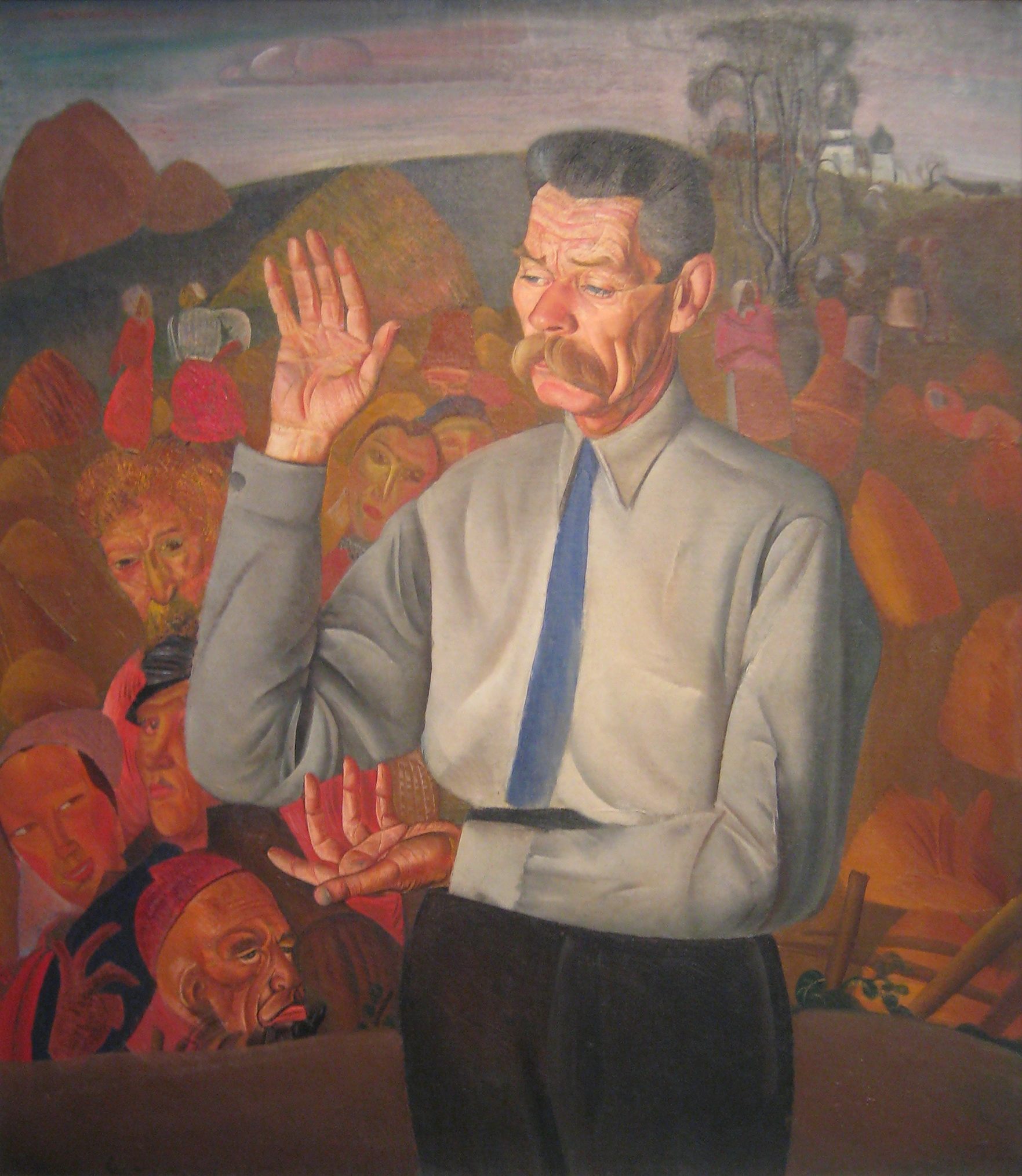
Б. Д. Григорьев. Портрет А. М. Горького. 1926

Зефи́р (др.-греч. Ζέφυρος) — плотная и прочная хлопчатобумажная ткань из тонкой пряжи высокого качества. Название ткани с намёком на ветер по идее производителей подчёркивало её лёгкость.
Зефир обладает гладкой поверхностью и шелковистым блеском. Выполняется с текстильным орнаментом в мелкую полоску или клетку из цветных или утолщённых нитей основы или утка. Помимо пестротканого зефир выпускался также отбеленный и цветной. Ткань хорошо стирается. Кроме того, зефиром также именовали шерстяную ткань из высших сортов овечьей шерсти. Из хлопчатобумажного зефира шили в основном летние мужские рубашки. Мужские рубашки из шерстяного зефира считались самыми качественными. Помимо мужских рубашек из зефира шили дамские воротнички, рукавчики и платья.
У М. А. Булгакова в «Белой гвардии» в белую зефирную сорочку с жилетом был одет Михаил Семёнович. Определение «зефир» прибавляли к названиям других видов тканей, чтобы указать на их высокое качество, например, драп-зефир.